# Stjernerne på slottet
Stjernerne på slottet var en portrætserie over 6 sæsoner, vist på TV2 fra 2009 til 2014 og igen i 2016.
I programmet viste kendte danskere helt nye sider af sig selv, når de flyttede ind på et slot i Sydeuropa. Hver stjerne har hver én dag på slottet hvor de sætter dagsordenen.

## Sæsoner

### Sæson 1 (2009)
Deltagere var: 
- Søs Egelind
- Peter Frödin
- Mia Lyhne
- Anders W. Berthelsen
- Jarl Friis-Mikkelsen

### Sæson 2 (2010)
Deltagere var: 
- Remee
- Anja Andersen
- Kim Bodnia
- Christiane Schaumburg-Müller
- Hans Pilgaard

Slot: Hâttonchatel Château, Lorraine, Nordfrankrig.

### Sæson 3 (2011)
Premiere 25. oktober 2011
Deltagere var: 
- Paprika Steen
- Mikkel Beha Erichsen
- Andrea Elisabeth Rudolph
- Lars Christiansen
- Thomas Bo Larsen

Slot: Hâttonchatel Château, Lorraine, Nordfrankrig.

### Sæson 4 (2012)
Mandag den 6. februar rejser deltagerne til denne sæson af "Stjernerne på slottet" til eventyrligt slot Marrakech i Marokko

Deltagere var: 
- Iben Hjejle
- Bubber
- Rolf Sørensen
- Signe Lindkvist
- Christian Stadil

### Sæson 5 (2013)
Fredag den 2. november rejser deltagerne til den kommende sæson af "Stjernerne på slottet" til et gammelt vinslot i Toscana i Norditalien 
Deltagere var: 
- Ibi Støving
- Morten Spiegelhauer
- Lisbeth Dahl
- Joachim Boldsen
- Janus Nabil Bakrawi

### Sæson 6 (2014)
Mandag den 9. december 2013 blev det nye hold stjerner sendt afsted til Malaga.
Deltagere var: 
- Michael Maze
- Mille Dinesen
- Tommy Kenter
- Peter Ingemann
- Ann Eleonora Jørgensen

### Sæson 7 (2016)
Sæson 7 fik premiere i vinteren 2016 på TV 2.
Deltagere var: 
- Rasmus Bjerg
- Dar Salim
- Mille Lehfeldt
- Sara Blædel
- Nikolaj Hübbe